# It Shouldn't Happen to a Dog
It Shouldn't Happen to a Dog è un film statunitense del 1946 diretto da Herbert I. Leeds e interpretato da Carole Landis, Allyn Joslyn, Margo Woode, Harry Morgan, Reed Hadley e Jean Wallace. È una commedia a sfondo investigativo.

## Produzione
Il film fu diretto da Herbert I. Leeds su una sceneggiatura di Eugene Ling e Frank Gabrielson con il soggetto di Edwin Lanham, fu prodotto da Twentieth Century Fox.

## Distribuzione
Il film fu distribuito dalla Twentieth Century Fox nelle sale statunitensi nel luglio del 1946.
Alcune delle uscite internazionali sono state:
- nel Regno Unito il 26 agosto 1946 (It Couldn't Happen to a Dog)
- in Australia il 3 ottobre 1946
- in Svezia il 5 aprile 1948
- in Venezuela (Mi amigo el perro)
- in Svezia (Polisreporterns gangsterkupp)